# Фальшива дилема
Фальшива дилема, також знана як хиба виключеного третього, фальшива дихотомія, або/або дилема або біфуркація — логічна хиба, що полягає у розгляді двох альтернативних точок зору так, наче вони вичерпують усі можливості, хоча це не так.
Коли, однак, вдається довести, що пропоновані альтернативи вичерпують усі можливі варіанти рішень, то арґументація є коректною.

## Огляд
«Дилема» (гр. подвійне припущення) — це судження, де предмету надаються дві суперечні ознаки, які виключають можливість третьої. Головний закон, який має силу для міркувань і дій, — закон суперечності: дві протилежні думки про один і той самий предмет або явище, взяті в однаковий час, в однаковому значенні й в однаковому відношенні, не можуть бути достовірними та хибними водночас, тобто «третього не дано» (tertium non datur). Отже, якщо одне з них достовірне, то інше обов'язково буде хибним, або, навпаки, якщо одне з них хибне, інше неодмінне буде достовірним. Контрарні (протилежні) зв'язки між поняттями, судженнями й умовиводами є такі відношення, коли вони обидва одночасно достовірними бути не можуть. Натомість вони разом можуть бути лише хибними. Наприклад, два наступних речення: «Україна — велика країна» й «Україна — мала країна» не можуть воднораз бути вірними, проте вони обидва можуть бути разом хибними, оскільки «Україна — середня держава». Якщо її зіставити Китаєм або США, то Україна дійсно має маленьку площу, але в порівнянні з європейськими країнами, вона є другою в Європі за розміром її території після російської федерації.
К. Маркс в «Індійському питанні» пише: «Англійський прем'єр-міністр Пальмерстон поставив Джона Буля перед дуже дражливою дилемою. Коли Джон Буль застосує відповідні заходи щодо рішучого придушення індійського повстання, то він зазнає нападу в себе на батьківщині; коли він дозволить індійському повстанню поширитись по всій території країни, то, зі слів пана Дізраелі [канцлера скарбниці], він знайде за лаштунками, опріч індійських князів, інших діючих осіб, з якими йому доведеться вести змагання».
При розв'язанні проблеми часто робиться така помилка: знайшовши два протилежних судження хапаються зробити вибір за правилами дилеми, хоча потім виявляється, що є також третє положення з цього питання. Наприклад, невірним буде таке міркування:
засідання кабінету міністрів бувають чергові та позачергові;
встановлено, що це засідання не чергове;
отже, це засідання позачергове.
Помилковість цього міркування спричинена тим, що не врахована третя можливість: у залежності від терміну проведення засідання Кабінету міністрів можуть бути ще «невідкладними».
Однак, будь-яку дилему можна спростувати, протиставивши їй ще більш переконливу іншу дилему з протилежним змістом. Розглянемо добре відомий з історії приклад з наведеного питання. Згідно з оповіданням Аристотеля, одного разу афінянка звернулась до свого сина з такими словами: «Не втручайся в суспільні справи, оскільки коли ти будеш казати правду, тебе зненавидять люди, а коли ти будеш казати неправду, то тоді тебе зненавидять боги». Проти цієї дилеми Аристотель наводить таке висловлювання: «Я повинен брати участь у суспільних справах; тому що, коли я буду казати правду, то мене любитимуть боги; а коли я буду казати неправду, мене любитимуть люди».
Дуже цікавий приклад наводить Ф. Енгельс у «Селянській війні у Німеччині»: «Т. Мюнцер з неминучістю опинився перед дилемою, яку не можна вирішити: те, що він може зробити, суперечить усім його попереднім промовам, його принципам і природним інтересам його партії, а те, що він змушений зробити, нездійсненне».

## Приклади
«Або ви зробите російську мову другою державною в Україні, або ваші діти не матимуть змоги її вчити та нею спілкуватись»
Аргументація є некоректною, оскільки не бере до уваги того факту, що на момент наведення аргументу, російська мова широко використовується в освітніх закладах, домінує в засобах масової інформації та популярній культурі не бувши при цьому державною. Окрім того, існують правові механізми захисту права національних меншин на освіту власною мовою.
Фальшиві дилеми є звичайним прийомом у політиці. Часто вони заховані в (риторичних) запитаннях, набуваючи форм хиби багатьох запитань, як це помітно в таких прикладах:
Ви за дружні відносини з Росією чи за фашистів?
Ви за владну вертикаль чи за терористів?
Хиба фальшивої дилеми стосується некоректного використання оператора або. Інший варіант некоректного використання «або» — це хиба фальшивого вибору. Приклад хиб, що полягають у некоректному використанні оператора і, дивись Оптова угода (логічна хиба).
Фальшива дилема може також передбачати три можливості (в цьому випадку вона називається трифуркація) або більше.